# Костинка (Жуковский район)
Костинка — деревня в Жуковском районе Калужской области России. Входит в состав сельского поселения «Деревня Верховье».

## География
Деревня находится в северо-восточной части Калужской области, в зоне хвойно-широколиственных лесов,  на берегу реки Угодка и озера Огублянка. 
Ближайшие населённые пункты: Стрелковка, Огубь, город Жуков.

### Климат
Климат характеризуется как умеренно континентальный, с умеренно влажным летом и продолжительной зимой. Среднегодовая многолетняя температура воздуха составляет 4 °С. Средняя температура воздуха самого тёплого месяца (июля) — 17,8 °C (абсолютный максимум — 38 °C); самого холодного (января) — −9,9 °C (абсолютный минимум — −48 °C). Продолжительность периода отрицательных температур 149 дней. Среднегодовое количество атмосферных осадков составляет 749 мм, из которых 466 мм выпадает в тёплый период. Снежный покров держится в течение 136 дней.

## История
В 1782 году относилась к Малоярославецкому уезду, входила в деревни села Огубь Александра Александровича Нарышкина.

## Население
| 2002 | 2010 |
| ---- | ---- |
| 10   | ↘7   |